# Salam (Wonodadi)
Salam is een bestuurslaag in het regentschap Blitar van de provincie Oost-Java, Indonesië. Salam telt 2185 inwoners (volkstelling 2010).